# Kỷ lục của giải thưởng Âm nhạc Cống hiến
Sau đây là một số kỷ lục của giải thưởng Âm nhạc Cống hiến. Trang này chỉ ghi nhận các kỷ lục thuộc nghệ sĩ, nhà sản xuất và một số thành phần sản xuất âm nhạc, không bao gồm giải Thành tựu trọn đời hay bất cứ giải nào khác. 

## Giải thưởng

### Nghệ sĩ đoạt nhiều giải thưởng nhất
Tùng Dương là nghệ sĩ thắng nhiều giải thưởng Âm nhạc Cống hiến nhất tại Việt Nam với 13 giải trong tổng số 26 đề cử trong sự nghiệp của mình. 
| Hạng | Nghệ sĩ          | Số lần | Nguồn |
| ---- | ---------------- | ------ | ----- |
| 1    | Tùng Dương       | 14     |       |
| 2    | Đỗ Bảo           | 7      |       |
| 2    | Hoàng Thùy Linh  | 7      |       |
| 3    | Mỹ Tâm           | 6      |       |
| 4    | Trần Thu Hà      | 4      |       |
| 4    | Lê Cát Trọng Lý  | 4      |       |
| 4    | Mỹ Linh          | 4      |       |
| 4    | Đỗ Bảo           | 4      |       |
| 5    | Trúc Nhân        | 3      |       |
| 6    | Soobin Hoàng Sơn | 3      |       |

### Nghệ sĩ thắng giải trẻ nhất
Sau chiến thắng ở hạng mục "Nghệ sĩ mới của năm" năm 2013, Hương Tràm trở thành nghệ sĩ trẻ nhất thắng giải thưởng Âm nhạc Cống hiến khi ở tuổi 18.
| Hạng | Tuổi | Nghệ sĩ                | Năm  | Nguồn |
| ---- | ---- | ---------------------- | ---- | ----- |
| 1    | 18   | Hương Tràm             | 2013 |       |
| 2    | 20   | Amee                   | 2020 |       |
| 3    | 22   | Tùng Dương             | 2005 |       |
| 3    | 22   | Vũ Cát Tường           | 2014 |       |
| 3    | 22   | Lê Thiện Hiếu          | 2017 |       |
| 3    | 22   | Sơn Tùng M-TP          | 2016 |       |
| 4    | 23   | Big Daddy              | 2014 |       |
| 4    | 23   | Trương Thảo Nhi        | 2015 |       |
| 4    | 23   | Nguyễn Trần Trung Quân | 2015 |       |

### Nghệ sĩ có nhiều năm đoạt giải Ca sĩ của năm nhất
Tùng Dương là nghệ sĩ có nhiều năm đoạt giải Ca sĩ của năm nhất với 5 lần chiến thắng. Đồng thời anh cũng là nghệ sĩ duy nhất chiến thắng tại hạng mục này trong 3 thập niên liên tiếp (2000s, 2010s, 2020s). 
| Hạng | Nghệ sĩ    | Số lần | Nguồn |
| ---- | ---------- | ------ | ----- |
| 1    | Tùng Dương | 5      |       |
| 2    | Mỹ Tâm     | 4      |       |

### Nghệ sĩ thắng nhiều giải nhất trong một năm
Tại giải thưởng Âm nhạc Cống hiến 2020 (lần thứ 15), nữ ca sĩ Hoàng Thùy Linh xác lập kỉ lục khi chiến thắng 4 giải trong cùng một năm. 
| Hạng | Nghệ sĩ          | Số giải | Năm  | Nguồn |
| ---- | ---------------- | ------- | ---- | ----- |
| 1    | Hoàng Thùy Linh  | 4       | 2020 |       |
| 2    | Tùng Dương       | 3       | 2021 |       |
| 3    | Soobin Hoàng Sơn | 3       | 2025 |       |

## Đề cử

### Nghệ sĩ có nhiều đề cử nhất
| Hạng          | nhiều nhất | nhiều thứ 2 | nhiều thứ 3               | nhiều thứ 3 | nhiều thứ 4 | nhiều thứ 5 |
| ------------- | ---------- | ----------- | ------------------------- | ----------- | ----------- | ----------- |
| Nghệ sĩ       | Tùng Dương | Mỹ Tâm      | - Thanh Lam - Hà Anh Tuấn | - Đỗ Bảo    | Hồ Ngọc Hà  | Quốc Trung  |
| Tổng số đề cử | 28 đề cử   | 19 đề cử    | 15 đề cử                  | 13 đề cử    | 12 đề cử    | 11 đề cử    |

### Nghệ sĩ có nhiều đề cử nhất trong một năm
| Hạng | Nghệ sĩ         | Số đề cử | Năm  | Nguồn |
| ---- | --------------- | -------- | ---- | ----- |
| 1    | Sơn Tùng M-TP   | 4        | 2016 |       |
| 1    | Sơn Tùng M-TP   | 4        | 2020 | [ 3 ] |
| 1    | Hoàng Thùy Linh | 4        | 2020 | [ 3 ] |
| 1    | Tùng Dương      | 4        | 2021 | [ 4 ] |

### Nghệ sĩ có nhiều đề cử nhất nhưng không đoạt giải
Suốt sự nghiệp Thu Minh sở hữu cho mình 10 đề cử giải thưởng Âm nhạc Cống hiến tuy nhiên không đoạt giải nào. 
| Hạng          | nhiều nhất | nhiều thứ 2 | nhiều thứ 3      | nhiều thứ 4 | nhiều thứ 5                               |
| ------------- | ---------- | ----------- | ---------------- | ----------- | ----------------------------------------- |
| Nghệ sĩ       | Thu Minh   | Hồng Nhung  | Phùng Khánh Linh | Erik        | - Quang Dũng - Trần Mạnh Tuấn - 5 Dòng Kẻ |
| Tổng số đề cử | 10 đề cử   | 8 đề cử     | 7 đề cử          | 6 đề cử     | 5 đề cử                                   |

### Nghệ sĩ có nhiều đề cử nhất nhưng không đoạt giải nào trong một năm
Sơn Tùng M-TP trượt 4/4 đề cử tại giải thưởng Âm nhạc Cống hiến lần thứ 15 - 2020. 
| Hạng          | nhiều nhất           | nhiều thứ 2 |
| ------------- | -------------------- | --- |
| Nghệ sĩ       | Sơn Tùng M-TP (2020) | - Mỹ Tâm (2006) - Lê Cát Trọng Lý (2012) - Uyên Linh (2013) - Hồ Ngọc Hà (2017) - Hồ Ngọc Hà (2018) - Thu Minh (2020) - Amee (2021) - Phùng Khánh Linh (2023) |
| Tổng số đề cử | 4 đề cử              | 3 đề cử |

### Nghệ sĩ nhiều đề cử cho hạng mục Chương trình của năm nhất
| Hạng | Nghệ sĩ        | Số đề cử | Nguồn |
| ---- | -------------- | -------- | ----- |
| 1    | Tùng Dương     | 7 đề cử  | [ 5 ] |
| 2    | Hà Anh Tuấn    | 4 đề cử  | [ 5 ] |
| 2    | Hồ Ngọc Hà     | 4 đề cử  | [ 5 ] |
| 3    | Mỹ Tâm         | 3 đề cử  | [ 5 ] |
| 3    | Thanh Lam      | 3 đề cử  | [ 5 ] |
| 3    | Thu Minh       | 3 đề cử  | [ 5 ] |
| 3    | Bức Tường      | 3 đề cử  | [ 5 ] |
| 3    | Đỗ Bảo         | 3 đề cử  | [ 5 ] |
| 4    | Đông Nhi       | 2 đề cử  | [ 5 ] |
| 4    | Sơn Tùng M-TP  | 2 đề cử  | [ 5 ] |
| 4    | Quang Dũng     | 2 đề cử  | [ 5 ] |
| 4    | Trần Mạnh Tuấn | 2 đề cử  | [ 5 ] |
| 4    | Dương Thụ      | 2 đề cử  | [ 5 ] |
| 4    | Nguyên Lê      | 2 đề cử  | [ 5 ] |
| 4    | Đăng Dương     | 2 đề cử  | [ 5 ] |
| 4    | Mỹ Linh        | 2 đề cử  | [ 5 ] |
| 4    | Quốc Trung     | 2 đề cử  | [ 5 ] |

### Nghệ sĩ nhiều đề cử cho hạng mục Ca sĩ của năm nhất
| Hạng          | nhiều nhất | nhiều thứ 2 | nhiều thứ 3 | nhiều thứ 4 | nhiều thứ 5 |
| ------------- | ---------- | ----------- | ----------- | ----------- | ----------- |
| Nghệ sĩ       | Tùng Dương | Mỹ Tâm      | Thanh Lam   | Hà Anh Tuấn | Hồ Ngọc Hà  |
| Tổng số đề cử | 10 đề cử   | 8 đề cử     | 7 đề cử     | 6 đề cử     | 5 đề cử     |

### Nghệ sĩ nhiều đề cử cho hạng mục Album của năm nhất
| Hạng          | nhiều nhất | nhiều thứ 2 | nhiều thứ 3 | nhiều thứ 4               |
| ------------- | ---------- | ----------- | ----------- | ------------------------- |
| Nghệ sĩ       | Tùng Dương | Trần Thu Hà | Đức Tuấn    | Thanh Lam, Đỗ Bảo, Mỹ Tâm |
| Tổng số đề cử | 7 đề cử    | 6 đề cử     | 5 đề cử     | 4 đề cử                   |

### Nghệ sĩ nhiều đề cử cho hạng mục Nhạc sĩ của năm nhất
| Hạng          | nhiều nhất | nhiều thứ 2               |
| ------------- | ---------- | ------------------------- |
| Nghệ sĩ       | Đỗ Bảo     | Võ Thiện Thanh Quốc Trung |
| Tổng số đề cử | 6 đề cử    | 4 đề cử                   |

### Nghệ sĩ nhiều đề cử Nhà sản xuất của năm nhất
| Hạng          | nhiều nhất         | nhiều thứ 2 |
| ------------- | ------------------ | ----------- |
| Nghệ sĩ       | Đỗ Hiếu Quốc Trung | Khắc Hưng   |
| Tổng số đề cử | 3 đề cử            | 2 đề cử     |

### Nghệ sĩ nhiều đề cử Bài hát của năm nhất
| Hạng | Nghệ sĩ         | Số đề cử | Nguồn |
| ---- | --------------- | -------- | ----- |
| 1    | Tiên Tiên       | 3 đề cử  |       |
| 1    | Tùng Dương      | 3 đề cử  |       |
| 1    | Trúc Nhân       | 3 đề cử  |       |
| 2    | Sơn Tùng M-TP   | 2 đề cử  |       |
| 2    | Bích Phương     | 2 đề cử  |       |
| 2    | Tóc Tiên        | 2 đề cử  |       |
| 2    | Phạm Toàn Thắng | 2 đề cử  |       |
| 2    | Vũ Cát Tường    | 2 đề cử  |       |
| 2    | Phan Mạnh Quỳnh | 2 đề cử  |       |